# Megistopus
Megistopus é um género de formiga-leão pertencente à família Myrmeleontidae.
As espécies deste género podem ser encontradas no sul da Europa.
Espécies:
- Megistopus flavicornis (Rossi, 1790)
- Megistopus lucasi (Navás, 1912)